# Patrick Lefèvre
Pour les articles homonymes, voir Lefèvre.
Patrick Lefèvre, né le 12 décembre 1952 à Bruxelles, est un historien, professeur d'université, muséologue, archiviste et bibliothécaire en chef belge. Conservateur en chef- directeur du Musée royal de l'armée et de l'histoire militaire de 1995 à 2005, il est ensuite directeur général de la Bibliothèque royale de Belgique de 2005 à 2017.

## Biographie
Docteur en histoire (1989), Patrick Lefèvre  a été, de 1976 à 1978, chercheur au Centre interuniversitaire d'histoire contemporaine dirigé par le professeur Romein Van Eenoo à l'Université de Gand, puis de 1978 à 1982, Aspirant FNRS (Fonds national de la recherche scientifique) et assistant du professeur Jean Stengers à l'Université libre de Bruxelles. En 1976-1978, il a été aussi Chargé de mission au Musée royal de l'Afrique centrale à Tervuren pour établir un état de la conservation des archives des sociétés coloniales belges après leur "zaïrianisation" au début des années 1970. De 1982 à 1987, avec Michel Dumoulin (UCL), Louis Vos (KUL) et Jan Art (RUG), Patrick Lefèvre a dirigé l’Association belge pour l’Histoire contemporaine, dont il rédige le bulletin trimestriel et les répertoires-annuaires, et pour laquelle il organise alors plusieurs grands colloques ( “Histoire et télévision”, “Quelle histoire nationale en Belgique?”, “La Belgique, d’une crise économique à l’autre 1930-1980”, “Les Rois Albert Ier et Léopold III et le haut commandement de l’Armée en 1914 et en 1940”). Conservateur depuis 1982 du Musée royal de l'armée et de l'histoire militaire, Patrick Lefèvre a dirigé cet établissement scientifique de l'Etat fédéral belge de 1995 à 2005, en tant que Conservateur en chef-directeur, une fonction au sein du personnel civil du Ministère de la Défense assimilée au grade de général-major. Il est en 1994-1995 un des principaux concepteurs de l'événement "J'avais 20 ans en 1945", une exposition retraçant la Deuxième Guerre mondiale visitée par plus de 750.000 visiteurs en l'espace de quelques mois. En 2001-2002, Patrick Lefèvre, qui a alors la responsabilité des archives historiques du Ministère belge de La Défense nationale, est le principal moteur, avec Françoise Peemans, archiviste du Ministère belge des Affaires étrangères, du retour en Belgique de 20.000 dossiers volés dans le pays par les nazis pendant la guerre, et emmenés ensuite par l'Armée rouge de Berlin à Moscou. Organisateur de nombreux congrès nationaux et internationaux, il a cumulé, pendant dix ans, de 1990 à 2000, la présidence de la Commission belge d'Histoire militaire avec la fonction de Secrétaire général de la Commission internationale d'Histoire militaire, soit la coordination d'un important réseau institutionnel international associant une quarantaine de pays au niveau mondial. En 2005, Patrick Lefèvre est nommé directeur général de la Bibliothèque royale de Belgique, un des dix autres établissements scientifiques de l'Etat fédéral belge,. Il le dirige pendant douze ans jusqu'à l'âge de la retraite, en 2017, sa succession ad intérim étant alors assurée par Sara Lammens. En 2006, Patrick Lefevre est cofondateur, avec Jean-Noël Jeanneney, président de la Bibliothèque nationale de France, et quelques autres collègues directeurs généraux de bibliothèques nationales francophones, du "Réseau Francophone Numérique (RFN)", une association internationale sans but lucratif (AISBL) de droit belge regroupant actuellement 30 institutions patrimoniales (bibliothèques nationales, bibliothèques universitaires, archives nationales, instituts) réparties dans 20 pays. De 1992 à 2017, soit pendant vingt-cinq ans, Patrick Lefèvre est aussi professeur à l'Université libre de Bruxelles où il enseigne l'archivistique et la gestion du patrimoine mobilier culturel,.

## Honneurs
Patrick Lefèvre est Officier des Arts et des Lettres de la République française (arrêté du Ministre de la Culture et de la Communication, 23 février 2004 pour sa “contribution apportée au rayonnement de la culture en France et dans le monde”).

### Livres en tant qu'auteur ou coauteur
- Patrick Lefèvre, Histoire politique de la région Mons-Borinage. Intérêts économiques et idéologies 1830-1870, Mons, Analectes d'histoire du Hainaut, tome XVIII, 2022, 730 p.[11]
- Patrick et Jean-Noël Lefèvre, Les militaires belges et le Rwanda: 1916-2006, Bruxelles, Racine, 2006, 248 p.
- Patrick Lefèvre et Jean Lorette, La Belgique et la Première Guerre mondiale : bibliographie - België en de Eerste Wereldoorlog : bibiografie, Bruxelles, Musée royal de l'Armée, 1987 (Travaux du Centre d'histoire militaire, no 21), 598 p.
- Patrick Lefèvre, Répertoire des journaux et périodiques de l'arrondissement de Mons (1786-1940), Louvain/Paris, Nauwelaerts/Béatrice Nauwelaerts, 1980, 420 p.[12]
- Patrick Lefèvre et Françoise Peemans, Les sociétés coloniales belges: archives et données bibliographiques (1885-1960), Bruxelles, CEDAF, 1980, 190 p.

### Direction d'ouvrages
- Avec Luc Devos : Les alliances militaires depuis 1945. Actes du XXVe congrès international d'histoire militaire, Bruxelles, Musée royal de l'Armée, 2000 (Centre d'histoire militaire. Travaux, no 33), 386 p.
- Avec Madeleine Frédéric : Sur les traces de Jean Norton Cru : colloque international, 18-19 novembre 1999 : actes du colloque, Bruxelles, Musée royal de l'Armée, 2000 (Centre d'histoire militaire. Travaux, no 32), 231 p.
- Avec Christian Koninckx : Le roi Baudouin : une vie, une époque, Bruxelles, Racine, 1998, 187 p.
- Avec Luc Devos et Richard Boijen : J'avais 20 ans en 1945 : la Belgique et la Deuxième Guerre mondiale, Bruxelles, Musée royal de l'Armée, 1994, 160 p.
- Avec Piet De Gryse : De Brialmont à l'Union de l'Europe occidentale : mélanges d'histoire militaire offerts à Albert Duchesne, Jean Lorette et Jean-Léon Charles - Van Brialmont tot de Westeuropese Unie : bijdragen in de militaire geschiedenis aangeboden aan Albert Duchesne, Jean Lorette en Jean-Léon Charles, Bruxelles, Musée royal de l'Armée, 1988 (Travaux du Centre d'histoire militaire, no 22), 382 p.

### Mémoires, thèses, rapports
- Intérêts économiques et idéologiques dans l'arrondissement de Mons de 1830 à 1870, Bruxelles, ULB, 1989 (thèse de doctorat), 3 vol.